# Love Sux
Love Sux è il settimo album in studio della cantante canadese Avril Lavigne, pubblicato il 25 febbraio 2022.

## Descrizione
Successivamente alla pubblicazione del progetto discografico Head Above Water (2019), Avril Lavigne ha confermato di essere tornata a scrivere e produrre brani con John Feldmann, Mod Sun, Travis Barker e Machine Gun Kelly.
Love Sux è stato descritto da Lavigne in un'intervista con Entertainment Weekly come il «disco più alternativo che ho fatto da cima a fondo», spiegando ulteriormente che  «la maggior parte dei miei album hanno come canzoni pop e ballad. Le persone con cui ho lavorato mi hanno davvero capito e provengono da quel genere di musica». La cantante ha inoltre affermato che l'album aspira a portare «un messaggio positivo per le persone di farsi valere, di avere autostima».
Il 25 novembre è uscita l'edizione deluxe del disco, contenente tre canzoni inedite e altrettante acustiche.

## Accoglienza
| Recensione              | Giudizio |
| ----------------------- | -------- |
| AllMusic                |          |
| Clash                   |          |
| Kerrang!                |          |
| MusicOMH                |          |
| NME                     |          |
| Ondarock                | 5.5/10   |
| Retro Pop Magazine      |          |
| Riff Magazine           |          |
| Rockol                  | 6,5/10   |
| Rolling Stone           |          |
| Spin                    |          |
| Wall of Sound Australia |          |

Il progetto discografico è stato accolto positivamente dalla critica musicale. Scrivendo per NME, Ali Shutler ha osservando che l'album «è un'esplosione di auto-emancipazione» e «un album pop-punk progressivo che rifugge le vecchie regole, ma non a spese di massimalisti, gioiosi inni di chitarra».
Roisin O'Connor di The Independent ha scritto che l'album è «il miglior progetto della Lavigne da The Best Damn Thing del 2007, che si era allontanato dalle sonorità grunge del precedente disco per entrare in un territorio più accattivante. Dice molto sulla convinzione della 37enne che da ragazza ribelle non si sente ancora banale». Pur criticando alcuni dei testi dell'album, O'Connor ha concluso che Love Sux è «un colpo spudorato ma catartico di nostalgia degli anni 2000».
Shannon Garner di Clash riporta che nel progetto discografico «c'è una riflessione sulle diverse relazioni che Lavigne ha attraversato, così come la riflessione su dove si trova ora personalmente» affrontato «in un modo esuberante e spensierato con una quantità infinita [...] di classici accordi pop-punk», scrivendo che in definitiva si tratti di «un progetto che mostra la crescita della Lavigne come artista, [...] un antidoto al progresso pop piuttosto che un ritorno nostalgico».

## Tracce
1. Cannonball – 2:18 (Avril Lavigne, Derek "Mod Sun" Smith, John Feldmann)
2. Bois Lie (feat. Machine Gun Kelly) – 2:43 (Avril Lavigne, Derek "Mod Sun" Smith, John Feldmann, Colson Baker)
3. Bite Me – 2:39 (Avril Lavigne, Derek "Mod Sun" Smith, John Feldmann, Omer Fedi, Marshmello)
4. Love It When You Hate Me (feat. Blackbear) – 2:25 (Avril Lavigne, Derek "Mod Sun" Smith, John Feldmann, Matthew Musto)
5. Love Sux – 2:49 (Avril Lavigne, Derek "Mod Sun" Smith, John Feldmann)
6. Kiss Me like the World Is Ending – 2:50 (Avril Lavigne, Derek "Mod Sun" Smith, John Feldmann)
7. Avalanche – 3:39 (Avril Lavigne, Derek "Mod Sun" Smith, John Feldmann)
8. Déjà vu – 3:22 (Avril Lavigne, Derek "Mod Sun" Smith, John Feldmann)
9. F.U. – 2:47 (Avril Lavigne, Travis Barker, Nick Long)
10. All I Wanted (feat. Mark Hoppus) – 2:32 (Avril Lavigne, Derek "Mod Sun" Smith, John Feldmann, Mark Hoppus)
11. Dare to Love Me – 3:34 (Avril Lavigne)
12. Break of a Heartache – 1:51 (Avril Lavigne)

Tracce bonus (edizione deluxe)
1. I'm a Mess (feat. Yungblud) – 3:08 (Avril Lavigne, Dominic Harrison, John Feldmann, Travis Barker)
2. Mercury In Retrograde – 2:08 (Avril Lavigne, John Feldmann, Derek "Mod Sun" Smith)
3. Bite Me (Acoustic) – 3:10 (Avril Lavigne, Derek "Mod Sun" Smith, John Feldmann, Omer Fedi, Marshmello)
4. Love It When You Hate Me (feat. blackbear) (Acoustic) – 2:33 (Avril Lavigne, Derek "Mod Sun" Smith, John Feldmann, Matthew Musto)
5. Bois Lie (feat. Machine Gun Kelly) (Acoustic) – 2:50 (Avril Lavigne, Derek "Mod Sun" Smith, John Feldmann, Colson Baker)
6. Pity Party – 1:55 (Avril Lavigne, Derek "Mod Sun" Smith, John Feldmann)

## Classifiche
| Classifica (2022) | Posizione massima |
| ----------------- | ----------------- |
| Australia         | 3                 |
| Austria           | 3                 |
| Belgio (Fiandre)  | 10                |
| Belgio (Vallonia) | 9                 |
| Canada            | 3                 |
| Croazia           | 24                |
| Francia           | 70                |
| Germania          | 6                 |
| Giappone          | 7                 |
| Irlanda           | 19                |
| Italia            | 22                |
| Nuova Zelanda     | 19                |
| Paesi Bassi       | 23                |
| Polonia           | 29                |
| Portogallo        | 13                |
| Regno Unito       | 3                 |
| Repubblica Ceca   | 36                |
| Spagna            | 14                |
| Stati Uniti       | 9                 |
| Svizzera          | 7                 |
| Ungheria          | 7                 |